# Cabuçu de Cima
Cabuçu de Cima é um bairro de Guarulhos, no estado de São Paulo. É reconhecido pelo Parque da Cantareira, um dos maiores do estado. É pouco habitado atualmente, possuindo apenas chácaras e sítios.